# Ак'яр (Хайбуллінський район)
Ак'яр (рос. Акъяр, башк. Аҡъяр) — село, центр Хайбуллінського району Башкортостану, Росія. Адміністративний центр Ак'ярської сільської ради.
Населення — 6941 особа (2010; 5549 в 2002).
Національний склад:
- башкири — 86%